# Иня (приток Чарыша)
Иня́ — река в Алтайском крае. Впадает в реку Чарыш в 346 км от устья по левому берегу. Длина реки составляет 110 км, площадь водосборного бассейна — 1480 км². Высота устья — 310 м над уровнем моря.
На левом берегу реки Иня, в 2,5 км к северу от посёлка Тигирек находится пещера Страшна́я, где были найдены останки людей неизвестного вида, относящиеся к периоду 35—50 тысяч лет назад, и зубы человека современного типа, обитавшего в пещере во времена верхнего палеолита (чуть более 20 тысяч лет назад).

## Притоки
- 18 км: Чинетка
- 18 км: Ханхара (Бол. Ханхара)
- 27 км: Яровка
- 35 км: Громотуха
- 46 км: Большой Тигирек
- 52 км: Чёрная
- 62 км: Ионыш
- 70 км: Калманка
- 87 км: Татарочка
- 92 км: Первая Шумишка

## Данные водного реестра
По данным государственного водного реестра России относится к Верхнеобскому бассейновому округу, водохозяйственный участок реки — Обь от слияния рек Бия и Катунь до города Барнаул, без реки Алей, речной подбассейн реки — бассейны притоков (Верхней) Оби до впадения Томи. Речной бассейн реки — (Верхняя) Обь до впадения Иртыша.